# Пителинский район
Пите́линский райо́н — административно-территориальная единица (район) и муниципальное образование (муниципальный район) на северо-востоке Рязанской области России.
Административный центр — посёлок городского типа Пителино.

## География

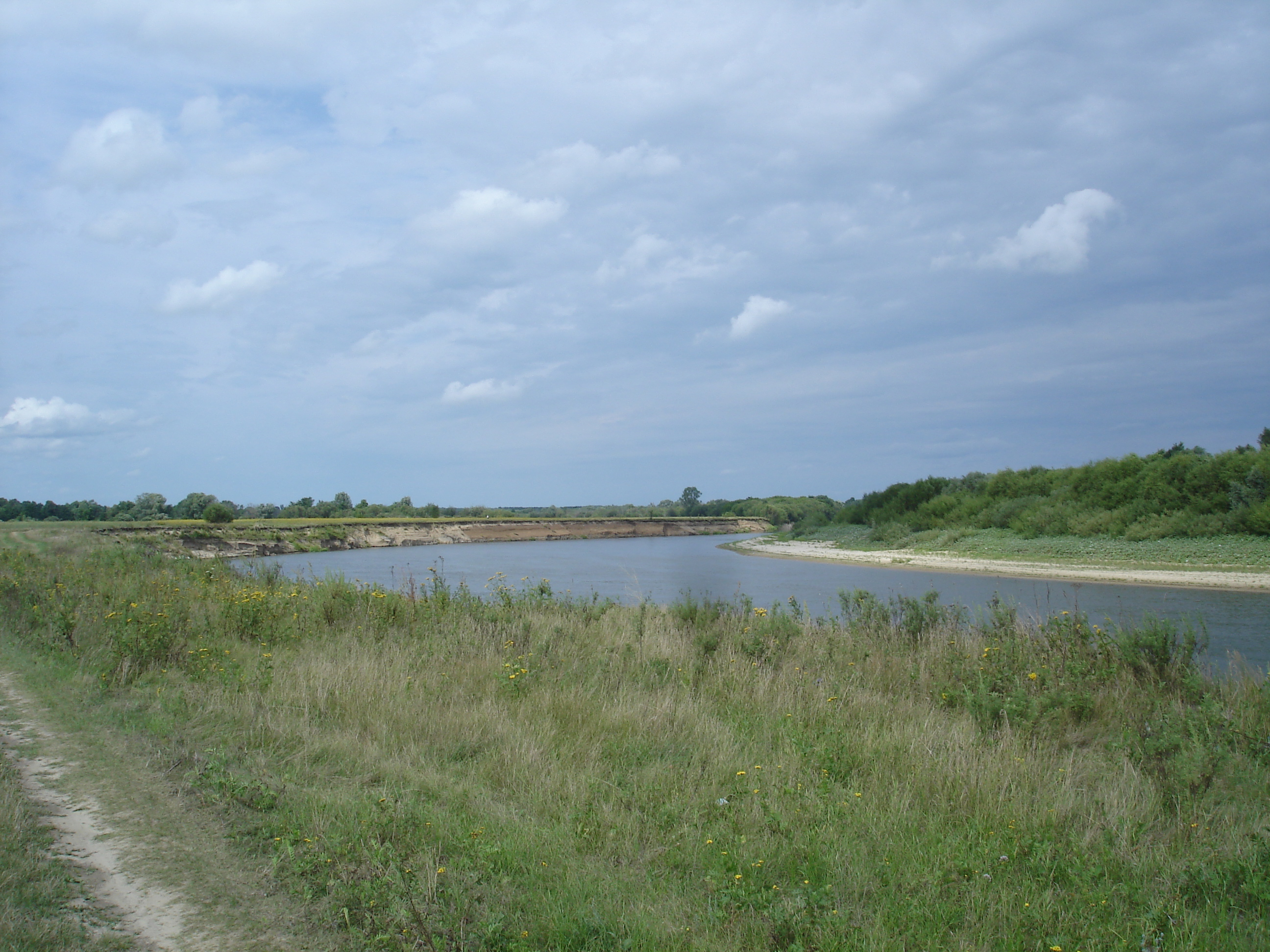
Река Мокша в Пителинском районе недалеко от деревни Савро-Мамышево

Площадь района — 953 км². Район граничит с Касимовским, Шиловским, Чучковским, Сасовским, Кадомским, Ермишинским районами Рязанской области.
Основные реки — Ока, Мокша и Пет; более мелкие речки — Петас, Климовка, Сиверка, Вашмур.
Территория района — одно из самых северных мест распространения чернозёмов в ЦФО.

## История
Пителинский район был образован 12 июля 1929 года в составе Рязанского округа Московской области на территории бывшей Пителинской волости Сасовского уезда Рязанской губернии. В состав района вошли сельсоветы: Беседский, Больше-Мочильский, Больше-Прудищинский, Веряевский, Высоковский, Высоко-Полянский, Гридинский, Ермо-Николаевский, Знаменский, Кононовский, Лукинский, Мало-Мочильский, Марьевский, Михайловский, Мокро-Хохловский, Нестеровский, Новодеревенский, Новоункорский, Обуховский, Павловский, Пеньковский, Петский, Пителинский, Подболотьевский, Потапьево-Хохловский, Потапьевский, Старо-Мамышевский, Самодуровский, Свищевский, Синормский, Соколовский, Сосново-Кошибеевский, Станищинский, Темиревский, Терентьевский, Фалеевский, Фермовский, Чубано-Ункорский и Юрьевский.
30 июля 1930 года Рязанский округ был упразднён и район отошёл в прямое подчинение Мособлисполкому.
В соответствии с постановлением от 26 сентября 1937 года из Московской области были выделены Тульская и Рязанская области. Пителинский район вошёл в состав вновь образованной Рязанской области. С 1963 года по 1965 годы, во время неудавшейся всесоюзной реформы по делению на сельские и промышленные районы и парторганизации, в соответствии с решениями ноябрьского (1962 года) пленума ЦК КПСС «о перестройке партийного руководства народным хозяйством», район в числе многих в СССР был временно упразднён (укрупнён).
В результате муниципальной реформы 2006 года на территории 12 сельских округов — Веряевского (центр — с. Веряево), Высокополянского (с. Высокие Поляны), Гридинского (с. Гридино), Ермо-Николаевского (с. Ермо-Николаевка), Нестеровского (с. Нестерово), Новоункорского (с. Новый Ункор), Пеньковского (с. Пеньки), Пётского (с. Пет) Подболотьевского (с. Подболотье), Потапьевского (с. Потапьево), Юрьевского (с. Юрьево) были образованы 4 сельских поселения.

## Население
| 1939   | 1959    | 1970    | 1979    | 1989  | 2002  | 2009  | 2010  | 2012  |
| ------ | ------- | ------- | ------- | ----- | ----- | ----- | ----- | ----- |
| 33 556 | ↘17 885 | ↘14 026 | ↘11 026 | ↘9228 | ↘7250 | ↘6129 | ↘5893 | ↘5771 |
| 2013   | 2014    | 2015    | 2016    | 2017  | 2018  | 2019  | 2020  | 2021  |
| ↘5584  | ↘5420   | ↘5324   | ↘5220   | ↘5158 | ↘5125 | ↘5021 | ↘4881 | ↘4737 |
| 2023   |         |         |         |       |       |       |       |       |
| ↘4629  |         |         |         |       |       |       |       |       |

### Урбанизация
Городское население (посёлок городского типа Пителино) составляет  41,2 % населения района.

### Национальный состав
По итогам переписи населения 2020 года проживали следующие национальности (национальности менее 0,1 % и другое, см. в сноске к строке «Другие»):
| Национальность | Численность, чел. | Доля     |
| -------------- | ----------------- | -------- |
| Русские        | 4505              | 95,10 %  |
| Украинцы       | 59                | 1,25 %   |
| Таджики        | 21                | 0,44 %   |
| Азербайджанцы  | 18                | 0,38 %   |
| Татары         | 15                | 0,32 %   |
| Киргизы        | 15                | 0,32 %   |
| Молдаване      | 5                 | 0,11 %   |
| Грузины        | 5                 | 0,11 %   |
| Другие         | 94                | 1,97 %   |
| Итого          | 4737              | 100,00 % |

## Территориальное устройство
В рамках административно-территориального устройства, Пителинский район включает 1 посёлок городского типа и 4 сельских округа.
В рамках организации местного самоуправления, муниципальный район делится на 5 муниципальных образований, в том числе 1 городское и 4 сельских поселения.
| № | Муниципальное образование            | Административный центр   | Количество населённых пунктов | Население (чел.) | Площадь (км²) |
| - | ------------------------------------ | ------------------------ | ----------------------------- | ---------------- | ------------- |
| 1 | Пителинское городское поселение      | рабочий посёлок Пителино | 1                             | →1907            | 10,00         |
| 2 | Ермо-Николаевское сельское поселение | село Ермо-Николаевка     | 10                            | ↘613             | 181,00        |
| 3 | Нестеровское сельское поселение      | село Нестерово           | 14                            | ↘839             | 256,57        |
| 4 | Пеньковское сельское поселение       | село Пеньки              | 11                            | ↗709             | 186,00        |
| 5 | Потапьевское сельское поселение      | село Потапьево           | 14                            | ↘645             | 308,00        |

## Населённые пункты
В Пителинском районе 50 населённых пунктов, в том числе 1 городской (пгт) и 49 сельских.
| №  | Населённый пункт      | Тип     | Население | Муниципальное образование            |
| -- | --------------------- | ------- | --------- | ------------------------------------ |
| 1  | Андреевка             | деревня | 0         | Потапьевское сельское поселение      |
| 2  | Беседки               | деревня | 20        | Потапьевское сельское поселение      |
| 3  | Большие Мочилы        | село    | 1         | Пеньковское сельское поселение       |
| 4  | Большие Прудищи       | село    | 10        | Пеньковское сельское поселение       |
| 5  | Веряево               | село    | 199       | Потапьевское сельское поселение      |
| 6  | Высокие Поляны        | село    | 192       | Ермо-Николаевское сельское поселение |
| 7  | Высокое               | село    | 58        | Нестеровское сельское поселение      |
| 8  | Вяжневка              | деревня | 3         | Нестеровское сельское поселение      |
| 9  | Городок               | деревня | 5         | Потапьевское сельское поселение      |
| 10 | Гридино               | село    | 98        | Нестеровское сельское поселение      |
| 11 | Ермо-Николаевка       | село    | 287       | Ермо-Николаевское сельское поселение |
| 12 | Жуковка               | деревня | 16        | Ермо-Николаевское сельское поселение |
| 13 | Знаменка              | деревня | 15        | Потапьевское сельское поселение      |
| 14 | Ивановка              | деревня | 0         | Нестеровское сельское поселение      |
| 15 | Искра                 | посёлок | 0         | Нестеровское сельское поселение      |
| 16 | Каменка               | деревня | 0         | Потапьевское сельское поселение      |
| 17 | Климушинка            | деревня | 2         | Нестеровское сельское поселение      |
| 18 | Кононовка             | деревня | 50        | Ермо-Николаевское сельское поселение |
| 19 | Кошибеевка            | деревня | 10        | Ермо-Николаевское сельское поселение |
| 20 | Краснопартизанский    | посёлок | 259       | Ермо-Николаевское сельское поселение |
| 21 | Лукино                | деревня | 50        | Ермо-Николаевское сельское поселение |
| 22 | Малые Мочилы          | деревня | 4         | Пеньковское сельское поселение       |
| 23 | Марьевка              | деревня | 1         | Потапьевское сельское поселение      |
| 24 | Михайловка            | деревня | 0         | Нестеровское сельское поселение      |
| 25 | Мокрая Хохловка       | деревня | 1         | Нестеровское сельское поселение      |
| 26 | Нестерово             | село    | 712       | Нестеровское сельское поселение      |
| 27 | Новая Деревня         | деревня | 3         | Потапьевское сельское поселение      |
| 28 | Новый Ункор           | село    | 82        | Нестеровское сельское поселение      |
| 29 | Обухово               | деревня | 0         | Пеньковское сельское поселение       |
| 30 | Пеньки                | село    | 380       | Пеньковское сельское поселение       |
| 31 | Пет                   | село    | 188       | Потапьевское сельское поселение      |
| 32 | Пителино              | пгт     | ↘1907     | Пителинское городское поселение      |
| 33 | Подболотье            | село    | 130       | Пеньковское сельское поселение       |
| 34 | Полесье               | посёлок | 6         | Ермо-Николаевское сельское поселение |
| 35 | Потапьево             | село    | 336       | Потапьевское сельское поселение      |
| 36 | Потапьевская Хохловка | деревня | 85        | Потапьевское сельское поселение      |
| 37 | Пятницкий Яр          | хутор   | 0         | Ермо-Николаевское сельское поселение |
| 38 | Савро-Мамышево        | село    | 15        | Пеньковское сельское поселение       |
| 39 | Самодуровка           | село    | 8         | Пеньковское сельское поселение       |
| 40 | Свищево               | село    | 68        | Нестеровское сельское поселение      |
| 41 | Синюхино              | деревня | 0         | Потапьевское сельское поселение      |
| 42 | Соколово              | деревня | 0         | Пеньковское сельское поселение       |
| 43 | Станищи               | село    | 17        | Потапьевское сельское поселение      |
| 44 | Танкачевский Ункор    | деревня | 0         | Нестеровское сельское поселение      |
| 45 | Темирево              | село    | 155       | Пеньковское сельское поселение       |
| 46 | Терентеево            | село    | 12        | Ермо-Николаевское сельское поселение |
| 47 | Фалеевка              | деревня | 0         | Потапьевское сельское поселение      |
| 48 | Церлевский Ункор      | деревня | 0         | Нестеровское сельское поселение      |
| 49 | Чубаровский Ункор     | деревня | 7         | Нестеровское сельское поселение      |
| 50 | Юрьево                | село    | 151       | Пеньковское сельское поселение       |

## Транспорт
Основной автомобильной дорогой в районе является трасса Р124 Шацк - Касимов, проходящая с юга на север.
Железные дороги в районе отсутствуют. Ближайшая железнодорожная станция - Сасово.

## Известные уроженцы
- Алфеева, Валерия Анатольевна (1938) — прозаик, член Союза писателей СССР.
- Бутов, Павел Григорьевич (1912—1943), наводчик противотанкового ружья 1339-го стрелкового полка, Герой Советского Союза.
- Вилков, Алексей Яковлевич (1920—1978) — полный кавалер ордена Славы.
- Кауркин, Иван Иванович (1922—2009) — советский военный деятель, генерал-майор, начальник Киевского СВУ (1970—1985).
- Кокорев, Дмитрий Васильевич (1918—1941), летчик-истребитель, совершивший 1-й в истории Великой Отечественной войны воздушный таран.
- Кузьмин, Аполлон Григорьевич (1928—2004), доктор исторических наук, профессор, доцент кафедры истории СССР Российского государственного педагогического института (РГПИ)
- Можаев, Борис Андреевич (1923—1996), писатель, публицист. После окончания школы до службы в армии работал учителем в селе Потапьево Пителинского района. Является одним из основоположников литературного направления, получившего название «деревенская проза».
- Стенин, Владимир Филиппович (1899—1952), генерал-майор, командир 68-й гвардейской стрелковой дивизии, Герой Советского Союза.
- Тюлин, Александр Степанович (1916—1988), старший сержант, командир орудия 350-го отдельного истребительного противотанкового артиллерийского дивизиона 294-й стрелковой дивизии, Герой Советского Союза. После войны — заместитель председателя колхоза в дер. Лукино Пителинского района (1946—1952), председатель Высокополянского сельского Совета (1965—1967). Похоронен в родном селе. Его имя носят улицы в селе Высокие Поляны (с 1996 года) и в р.п. Пителино.
- Тюлина, Екатерина Давыдовна (1903—1993), Герой Социалистического Труда, заведующий молочно-товарной фермой колхоза «Красное знамя» Пителинского района.

См. также: Категория:Родившиеся в Пителинском районе